# Otto von Hinckeldey

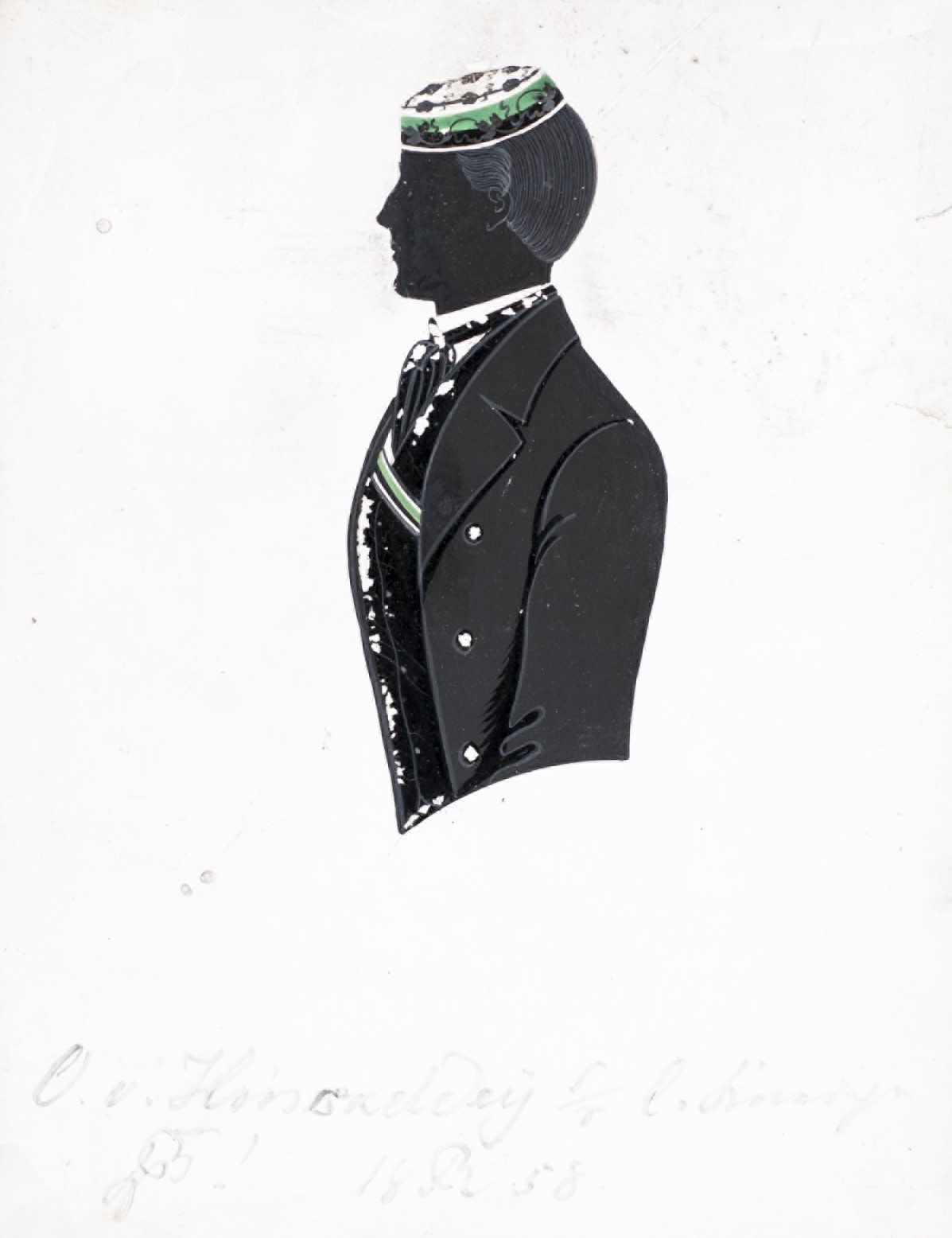
Otto v. Hinckeldey

Otto von Hinckeldey (* 29. Juni 1838 in Liegnitz; † 18. Januar 1878 in Kannenberg bei Freienwalde in Pommern) war ein deutscher Verwaltungsjurist.

## Leben
Seine Eltern waren Karoline von Grundherr zu Altenthan und Weyershaus (* 1813; † 1898), Tochter eines Försters, und der bekannte Berliner Polizeipräsident Carl von Hinckeldey, der 1856 im Duell mit Hans Wilhelm von Rochow-Plessow erschossen wurde. Otto von Hinckeldey studierte an der Ruprecht-Karls-Universität Rechtswissenschaft. 1858 wurde er im Corps Saxo-Borussia Heidelberg recipiert. Nach Abschluss des Studiums trat er in den preußischen Staatsdienst ein. 1864–1866 absolvierte er das Regierungsreferendariat bei der Regierung in Merseburg. 1866 bestand er das Regierungsassessor-Examen. 1873–1876 war er Landrat im Kreis Meseritz. Er „nahm wegen Kränklichkeit seinen Abschied“ und lebte zuletzt in Kannenberg, Kreis Saatzig.
1871 hatte Hinckeldey in Potsdam Molly von Wedel (* 1852; † 1906), Tochter eines Offiziers und Gutsbesitzers, geheiratet und mit ihr den Sohn Carl jun. von Hinckeldey (* 1873; † 1952), dessen Nachfahren leben in Deutschland.